# 二村敦志 AOR BREEZE
二村敦志 AOR BREEZE（にむらあつし エーオーアール・ブリーズ）は、2008年4月5日から2014年6月28日までエフエム香川（FM香川）で毎週土曜日の21:30 - 22:00に放送されていたラジオ番組である。

## 概要
- 大阪出身のアーティストである二村敦志が、自身の音楽ルーツである、AOR(大人向けのロック)の音楽を中心に、FM香川の蒲野誠一とトークを繰り広げる番組である。番組初期〜2010年まではMusic inn Grandfather'sの武田敏明とトークを行っていた。
- ちなみに、AORとは本来、「Adult Oriented Rock」(アダルト・オリエンティッド・ロック)「大人向けのロック」というのが一般的な意味であるが、番組では「敦志の音楽ルーツ」という表現にAORをかけている(番宣CMより)。
- 昨年と今年8月に、高松市内で番組企画によるアコースティックライブが開催されている。
- 同局で放送されているA・O・Rとは無関係である。
- 番組前にJFN共通ジングル「You are listening to your favorite “FM KAGAWA 786（ななはちろく）”」が流れる。